# Llista de topònims de Josa i Tuixén
Llista de topònims (noms propis de lloc) del municipi de Josa i Tuixén, a l'Alt Urgell
Informació actualitzada per un bot. Els canvis manuals es perdran quan s'actualitzi!

## borda
| imatge | Nom                 | Ubicat a      | instància de | Detalls | coordenades                                                         | Protecció | Commons (més fotos) | Dades a WD                    |
| ------ | ------------------- | ------------- | ------------ | ------- | ------------------------------------------------------------------- | --------- | ------------------- | ----------------------------- |
|        | Barraca del Bover   | Josa i Tuixén | borda        |         | 42° 15′ 38″ N, 1° 40′ 44″ E / 42.2606632483443°N,1.67883507234058°E |           |                     | Modifica les dades a Wikidata |
|        | cortal d'en Jaumet  | Josa i Tuixén | borda        |         | 42° 13′ 07″ N, 1° 35′ 19″ E / 42.218477174329°N,1.5885647801689°E   |           |                     | Modifica les dades a Wikidata |
|        | cortal de Senillers | Josa i Tuixén | borda        |         | 42° 13′ 21″ N, 1° 34′ 18″ E / 42.2223807892847°N,1.57158934727002°E |           |                     | Modifica les dades a Wikidata |
|        | cortal del Carreu   | Josa i Tuixén | borda        |         | 42° 13′ 14″ N, 1° 32′ 46″ E / 42.220648597907°N,1.5461097617683°E   |           |                     | Modifica les dades a Wikidata |
|        | cortal del Foguetó  | Josa i Tuixén | borda        |         | 42° 13′ 44″ N, 1° 36′ 37″ E / 42.2290152404601°N,1.6101928358243°E  |           |                     | Modifica les dades a Wikidata |
|        | cortal del Pericot  | Josa i Tuixén | borda        |         | 42° 13′ 35″ N, 1° 32′ 57″ E / 42.2263875684097°N,1.54927570511471°E |           |                     | Modifica les dades a Wikidata |

## castell
| imatge | Nom                | Ubicat a      | instància de | Detalls                      | coordenades                                                                     | Protecció                                            | Commons (més fotos) | Dades a WD                    |
| ------ | ------------------ | ------------- | ------------ | ---------------------------- | ------------------------------------------------------------------------------- | ---------------------------------------------------- | ------------------- | ----------------------------- |
|        | castell de Josa    | Josa i Tuixén | castell      | Estil: arquitectura romànica | 42° 15′ 25″ N, 1° 37′ 09″ E / 42.25687°N,1.619139°E                             | bé integrant del patrimoni cultural català           |                     | Modifica les dades a Wikidata |
|        | castell de Tuixent | Josa i Tuixén | castell      | Estil: arquitectura popular  | 42° 13′ 53″ N, 1° 33′ 58″ E / 42.2314722222°N,1.56617222222°E Tuixent 1202 msnm | bé d'interès cultural bé cultural d'interès nacional |                     | Modifica les dades a Wikidata |

## collada
| imatge | Nom              | Ubicat a                         | instància de             | Detalls              | coordenades                                                                    | Protecció | Commons (més fotos)            | Dades a WD                    |
| ------ | ---------------- | -------------------------------- | ------------------------ | -------------------- | ------------------------------------------------------------------------------ | --------- | ------------------------------ | ----------------------------- |
|        | Coll Veís        | la Coma i la Pedra Josa i Tuixén | collada                  |                      | 42° 12′ 03″ N, 1° 36′ 13″ E / 42.2007°N,1.60372°E Serra del Verd 1906 msnm     |           |                                | Modifica les dades a Wikidata |
|        | Coll Virolet     | la Coma i la Pedra Josa i Tuixén | collada                  |                      | 42° 12′ 00″ N, 1° 35′ 54″ E / 42.2001°N,1.59846°E 1854 msnm                    |           | Coll Virolet                   | Modifica les dades a Wikidata |
|        | Coll de Josa     | Gósol Josa i Tuixén              | collada port de muntanya |                      | 42° 15′ 01″ N, 1° 39′ 03″ E / 42.250373°N,1.650701°E 1629 msnm                 |           |                                | Modifica les dades a Wikidata |
|        | Coll de Jovell   | Josa i Tuixén                    | collada                  | Hi passa: GR 150     | 42° 16′ 15″ N, 1° 35′ 51″ E / 42.2709°N,1.59753°E 1792 msnm                    |           | Coll de Jovell (Josa i Tuixén) | Modifica les dades a Wikidata |
|        | Coll de Port     | la Coma i la Pedra Josa i Tuixén | collada port de muntanya | Hi passa: C-462 GR 7 | 42° 12′ 36″ N, 1° 33′ 05″ E / 42.20996667°N,1.55141333°E 1666 msnm             |           | Coll de Port (Solsonès)        | Modifica les dades a Wikidata |
|        | Coll de la Moixa | la Coma i la Pedra Josa i Tuixén | collada                  |                      | 42° 12′ 15″ N, 1° 34′ 50″ E / 42.2041°N,1.58044°E serrat de la Sella 1718 msnm |           |                                | Modifica les dades a Wikidata |

## curs d'aigua
| imatge | Nom             | Ubicat a                                                           | instància de | Detalls                    | coordenades                                        | Protecció | Commons (més fotos) | Dades a WD                    |
| ------ | --------------- | ------------------------------------------------------------------ | ------------ | -------------------------- | -------------------------------------------------- | --------- | ------------------- | ----------------------------- |
|        | riu de Mola     | Josa i Tuixén                                                      | curs d'aigua | Desemboca: riu de la Vansa | 42° 14′ 00″ N, 1° 34′ 00″ E / 42.23333°N,1.56667°E |           | Riu de Mola         | Modifica les dades a Wikidata |
|        | riu de la Vansa | la Vansa i Fórnols Josa i Tuixén Ribera d'Urgellet Fígols i Alinyà | curs d'aigua | Desemboca: Segre           | 42° 13′ 51″ N, 1° 33′ 31″ E / 42.2308°N,1.55868°E  |           | La Vansa River      | Modifica les dades a Wikidata |

## entitat singular de població
| imatge | Nom          | Ubicat a      | instància de                                                    | Detalls | coordenades                                                                 | Protecció | Commons (més fotos) | Dades a WD                    |
| ------ | ------------ | ------------- | --------------------------------------------------------------- | ------- | --------------------------------------------------------------------------- | --------- | ------------------- | ----------------------------- |
|        | Josa de Cadí | Josa i Tuixén | entitat singular de població entitat municipal descentralitzada | 20 hab  | 42° 15′ 25″ N, 1° 37′ 09″ E / 42.256944444444°N,1.6191666666667°E 1431 msnm |           | Josa de Cadí        | Modifica les dades a Wikidata |
|        | Tuixent      | Josa i Tuixén | entitat singular de població capital municipal                  | 103 hab | 42° 13′ 53″ N, 1° 33′ 58″ E / 42.231457°N,1.566031°E 1225 msnm              |           | Tuixent             | Modifica les dades a Wikidata |

## església
| imatge | Nom                                | Ubicat a      | instància de    | Detalls                      | coordenades                                                    | Protecció                   | Commons (més fotos)                | Dades a WD                    |
| ------ | ---------------------------------- | ------------- | --------------- | ---------------------------- | -------------------------------------------------------------- | --------------------------- | ---------------------------------- | ----------------------------- |
|        | Sant Esteve de Tuixent             | Josa i Tuixén | església        |                              | 42° 13′ 53″ N, 1° 33′ 57″ E / 42.231502°N,1.565941°E 1225 msnm | bé cultural d'interès local | Església de Sant Esteve de Tuixent | Modifica les dades a Wikidata |
|        | Sant Jaume de Tuixent              | Josa i Tuixén | església        | Estil: arquitectura romànica | 42° 14′ 38″ N, 1° 35′ 10″ E / 42.24388889°N,1.58611111°E       | bé cultural d'interès local | Sant Jaume de Tuixent              | Modifica les dades a Wikidata |
|        | Santa Maria de Josa                | Josa i Tuixén | església ermita | Estil: arquitectura romànica | 42° 15′ 35″ N, 1° 36′ 54″ E / 42.2596°N,1.6151°E Josa de Cadí  | bé cultural d'interès local | Santa Maria de Josa                | Modifica les dades a Wikidata |
|        | Santa Maria i Sant Bernabé de Josa | Josa i Tuixén | església        | Estil: arquitectura popular  | 42° 15′ 25″ N, 1° 37′ 10″ E / 42.257006°N,1.619395°E           | bé cultural d'interès local | Santa Maria i Sant Bernabé de Josa | Modifica les dades a Wikidata |

## font
| imatge | Nom                 | Ubicat a      | instància de | Detalls                     | coordenades                                                         | Protecció                                  | Commons (més fotos) | Dades a WD                    |
| ------ | ------------------- | ------------- | ------------ | --------------------------- | ------------------------------------------------------------------- | ------------------------------------------ | ------------------- | ----------------------------- |
|        | font de Gallimó     | Josa i Tuixén | font         |                             | 42° 12′ 50″ N, 1° 33′ 31″ E / 42.2139226238704°N,1.55851405472506°E |                                            |                     | Modifica les dades a Wikidata |
|        | font de Tuixén      | Josa i Tuixén | font         | Estil: arquitectura popular | 42° 13′ 51″ N, 1° 33′ 58″ E / 42.23081°N,1.566°E                    | bé integrant del patrimoni cultural català |                     | Modifica les dades a Wikidata |
|        | font de l'Arp       | Josa i Tuixén | font         |                             | 42° 12′ 59″ N, 1° 31′ 50″ E / 42.2162873571438°N,1.53053414653632°E |                                            |                     | Modifica les dades a Wikidata |
|        | font del Masseny    | Josa i Tuixén | font         |                             | 42° 14′ 38″ N, 1° 32′ 52″ E / 42.244001660508°N,1.5477206842603°E   |                                            |                     | Modifica les dades a Wikidata |
|        | font dels Cabrers   | Josa i Tuixén | font         |                             | 42° 13′ 23″ N, 1° 35′ 32″ E / 42.223023592955°N,1.592098496693°E    |                                            |                     | Modifica les dades a Wikidata |
|        | font dels Capellans | Josa i Tuixén | font         |                             | 42° 13′ 06″ N, 1° 35′ 06″ E / 42.218432395811°N,1.5849310460787°E   |                                            |                     | Modifica les dades a Wikidata |

## masia
| imatge | Nom           | Ubicat a      | instància de | Detalls | coordenades                                                         | Protecció | Commons (més fotos) | Dades a WD                    |
| ------ | ------------- | ------------- | ------------ | ------- | ------------------------------------------------------------------- | --------- | ------------------- | ----------------------------- |
|        | Cal Patraco   | Josa i Tuixén | masia        |         | 42° 14′ 28″ N, 1° 32′ 14″ E / 42.24124833355°N,1.5371527492165°E    |           |                     | Modifica les dades a Wikidata |
|        | Cal Ramonillo | Josa i Tuixén | masia        |         | 42° 14′ 21″ N, 1° 32′ 21″ E / 42.2390945225924°N,1.53930088328468°E |           |                     | Modifica les dades a Wikidata |
|        | Can-deu-serra | Josa i Tuixén | masia        |         | 42° 13′ 23″ N, 1° 35′ 06″ E / 42.2231850784531°N,1.58488756755139°E |           |                     | Modifica les dades a Wikidata |
|        | Ròt           | Josa i Tuixén | masia        |         | 42° 14′ 35″ N, 1° 34′ 56″ E / 42.2431554620451°N,1.58229594536252°E |           |                     | Modifica les dades a Wikidata |
|        | el Carreu     | Josa i Tuixén | masia        |         | 42° 13′ 26″ N, 1° 33′ 29″ E / 42.223787°N,1.557961°E 1193 msnm      |           | El Carreu           | Modifica les dades a Wikidata |

## molí d'aigua
| imatge | Nom          | Ubicat a      | instància de | Detalls | coordenades                                                                   | Protecció | Commons (més fotos)    | Dades a WD                    |
| ------ | ------------ | ------------- | ------------ | ------- | ----------------------------------------------------------------------------- | --------- | ---------------------- | ----------------------------- |
|        | El Molí Vell | Josa i Tuixén | molí d'aigua |         | 42° 13′ 43″ N, 1° 34′ 04″ E / 42.2285651313111°N,1.56775396722547°E 1147 msnm |           | El Molí Vell (Tuixent) | Modifica les dades a Wikidata |
|        | Molí de Josa | Josa i Tuixén | molí d'aigua |         | 42° 15′ 08″ N, 1° 36′ 52″ E / 42.25211525928°N,1.6144837808788°E              |           |                        | Modifica les dades a Wikidata |

## muntanya
| imatge | Nom                           | Ubicat a                               | instància de | Detalls | coordenades                                                             | Protecció | Commons (més fotos)                 | Dades a WD                    |
| ------ | ----------------------------- | -------------------------------------- | ------------ | ------- | ----------------------------------------------------------------------- | --------- | ----------------------------------- | ----------------------------- |
|        | Cadinell                      | Josa i Tuixén                          | muntanya     |         | 42° 15′ 52″ N, 1° 35′ 52″ E / 42.2643934199°N,1.59782471728°E 2113 msnm |           | Cadinell                            | Modifica les dades a Wikidata |
|        | Cap del Verd                  | la Coma i la Pedra Josa i Tuixén Gósol | muntanya     |         | 42° 12′ 03″ N, 1° 36′ 49″ E / 42.2008147325°N,1.61370601396°E 2284 msnm |           | Cap del Verd                        | Modifica les dades a Wikidata |
|        | Costafreda                    | Josa i Tuixén                          | muntanya     |         | 42° 14′ 50″ N, 1° 38′ 06″ E / 42.2471°N,1.63497°E 2048 msnm             |           |                                     | Modifica les dades a Wikidata |
|        | Pic de Costa Cabirolera       | Montellà i Martinet Bagà Josa i Tuixén | muntanya     |         | 42° 16′ 53″ N, 1° 40′ 14″ E / 42.281459°N,1.670418°E 2604 msnm          |           | Pic de Costa Cabirolera             | Modifica les dades a Wikidata |
|        | Puig Galliner                 | Josa i Tuixén la Vansa i Fórnols       | muntanya     |         | 42° 15′ 26″ N, 1° 34′ 27″ E / 42.2572°N,1.57411°E 1872 msnm             |           | Puig Galliner (Cadinell)            | Modifica les dades a Wikidata |
|        | Puig de Muntana               | Josa i Tuixén                          | muntanya     |         | 42° 12′ 53″ N, 1° 34′ 59″ E / 42.2148°N,1.58313°E 1426.4 msnm           |           |                                     | Modifica les dades a Wikidata |
|        | Puig de la Canal del Cristall | Montellà i Martinet Josa i Tuixén      | muntanya     |         | 42° 17′ 02″ N, 1° 39′ 17″ E / 42.283967°N,1.654771°E 2583 msnm          |           | Puig de la Canal del Cristall       | Modifica les dades a Wikidata |
|        | Roc de l'Escloper             | Josa i Tuixén                          | muntanya     |         | 42° 13′ 48″ N, 1° 32′ 37″ E / 42.23013611°N,1.54368611°E 1376.7 msnm    |           |                                     | Modifica les dades a Wikidata |
|        | Roc de l'Àliga                | Josa i Tuixén la Vansa i Fórnols       | muntanya     |         | 42° 14′ 48″ N, 1° 32′ 52″ E / 42.24671667°N,1.54775556°E 1672 msnm      |           | Roc de l'Àliga (Cadinell)           | Modifica les dades a Wikidata |
|        | Roca Gran                     | Josa i Tuixén                          | muntanya     |         | 42° 14′ 06″ N, 1° 35′ 31″ E / 42.2349°N,1.59207°E 1846.1 msnm           |           |                                     | Modifica les dades a Wikidata |
|        | Roca Roja                     | Josa i Tuixén                          | muntanya     |         | 42° 15′ 23″ N, 1° 41′ 05″ E / 42.25644444°N,1.68463889°E 2038.9 msnm    |           |                                     | Modifica les dades a Wikidata |
|        | Roca d'en Carbassa            | la Coma i la Pedra Josa i Tuixén       | muntanya     |         | 42° 12′ 09″ N, 1° 35′ 21″ E / 42.2026°N,1.58922°E 1947 msnm             |           | Roca d'en Carbassa                  | Modifica les dades a Wikidata |
|        | Roca de Migdia                | la Coma i la Pedra Josa i Tuixén       | muntanya     |         | 42° 12′ 29″ N, 1° 34′ 05″ E / 42.207929°N,1.568135°E 1870 msnm          |           | Roca de Migdia (la Coma i la Pedra) | Modifica les dades a Wikidata |
|        | Roca de Santaló               | Josa i Tuixén                          | muntanya     |         | 42° 14′ 38″ N, 1° 33′ 27″ E / 42.2439°N,1.55744°E 1766 msnm             |           | Roca de Santaló                     | Modifica les dades a Wikidata |
|        | Roca del Millet               | Josa i Tuixén                          | muntanya     |         | 42° 15′ 11″ N, 1° 38′ 07″ E / 42.25311944°N,1.63536306°E 1900.9 msnm    |           |                                     | Modifica les dades a Wikidata |
|        | Solà de Mola                  | Josa i Tuixén                          | muntanya     |         | 42° 13′ 47″ N, 1° 35′ 42″ E / 42.22969444°N,1.59498611°E 1875.9 msnm    |           |                                     | Modifica les dades a Wikidata |
|        | Tossal del Castell de Termes  | Josa i Tuixén Gósol                    | muntanya     |         | 42° 15′ 12″ N, 1° 39′ 30″ E / 42.25341667°N,1.65847222°E 1778.8 msnm    |           |                                     | Modifica les dades a Wikidata |
|        | Vulturó                       | Josa i Tuixén Cava                     | muntanya     |         | 42° 17′ 09″ N, 1° 38′ 11″ E / 42.2857798845°N,1.63642947853°E 2649 msnm |           | El Vulturó (Cadí)                   | Modifica les dades a Wikidata |
|        | el Salt del Sastre            | Josa i Tuixén Montellà i Martinet      | muntanya     |         | 42° 16′ 57″ N, 1° 39′ 42″ E / 42.282405°N,1.661544°E 2591.5 msnm        |           |                                     | Modifica les dades a Wikidata |
|        | els Cloterons                 | Josa i Tuixén Gósol                    | muntanya     |         | 42° 14′ 18″ N, 1° 37′ 34″ E / 42.2383°N,1.626°E 2179.2 msnm             |           | Els Cloterons                       | Modifica les dades a Wikidata |

## pont
| imatge | Nom                     | Ubicat a      | instància de | Detalls | coordenades                                                         | Protecció | Commons (més fotos) | Dades a WD                    |
| ------ | ----------------------- | ------------- | ------------ | ------- | ------------------------------------------------------------------- | --------- | ------------------- | ----------------------------- |
|        | Palanca de la Plana     | Josa i Tuixén | pont         |         | 42° 13′ 08″ N, 1° 35′ 06″ E / 42.2189819069508°N,1.58510259679401°E |           |                     | Modifica les dades a Wikidata |
|        | Pont de Cerneres        | Josa i Tuixén | pont         |         | 42° 15′ 36″ N, 1° 38′ 32″ E / 42.2600727425223°N,1.64216049179931°E |           |                     | Modifica les dades a Wikidata |
|        | Pont de la Central      | Josa i Tuixén | pont         |         | 42° 13′ 58″ N, 1° 33′ 54″ E / 42.2327906104192°N,1.56500443960286°E |           |                     | Modifica les dades a Wikidata |
|        | Pont de la Plana        | Josa i Tuixén | pont         |         | 42° 13′ 27″ N, 1° 36′ 12″ E / 42.2242044430763°N,1.60339168296487°E |           |                     | Modifica les dades a Wikidata |
|        | Pont del Molí de Ciment | Josa i Tuixén | pont         |         | 42° 13′ 11″ N, 1° 35′ 26″ E / 42.2196347034338°N,1.59057662126112°E |           |                     | Modifica les dades a Wikidata |
|        | Pont del Regatell       | Josa i Tuixén | pont         |         | 42° 13′ 19″ N, 1° 34′ 26″ E / 42.2219849106377°N,1.57379136920902°E |           |                     | Modifica les dades a Wikidata |
|        | Pont del Tossol         | Josa i Tuixén | pont         |         | 42° 15′ 36″ N, 1° 37′ 02″ E / 42.2601259491669°N,1.61722050544789°E |           |                     | Modifica les dades a Wikidata |

## serra
| imatge | Nom                   | Ubicat a                                       | instància de                                        | Detalls                                     | coordenades                                                          | Protecció | Commons (més fotos) | Dades a WD                    |
| ------ | --------------------- | ---------------------------------------------- | --------------------------------------------------- | ------------------------------------------- | -------------------------------------------------------------------- | --------- | ------------------- | ----------------------------- |
|        | Serra del Verd        | la Coma i la Pedra Guixers Josa i Tuixén Gósol | serra àrea protegida Pla d'Espais d'Interès Natural | 1992 Llarg: 6.12km Superfície: 3050.78634ha | 42° 12′ 02″ N, 1° 36′ 49″ E / 42.2006°N,1.61361°E 2283 msnm          |           | Serra del Verd      | Modifica les dades a Wikidata |
|        | serra d'Abellar       | Josa i Tuixén                                  | serra                                               |                                             | 42° 12′ 54″ N, 1° 33′ 24″ E / 42.21493056°N,1.55664722°E 1657.2 msnm |           |                     | Modifica les dades a Wikidata |
|        | serrat de la Portella | Gósol Josa i Tuixén                            | serra                                               |                                             | 42° 15′ 20″ N, 1° 40′ 35″ E / 42.25561111°N,1.67630556°E 2038.9 msnm |           |                     | Modifica les dades a Wikidata |
|        | serrat de la Sella    | la Coma i la Pedra Josa i Tuixén               | serra                                               | Llarg: 2.5km                                | 42° 12′ 26″ N, 1° 34′ 04″ E / 42.20733056°N,1.56788833°E 1870 msnm   |           | Serrat de la Sella  | Modifica les dades a Wikidata |

## Misc
| imatge | Nom                                | Ubicat a                                                                                     | instància de                                  | Detalls                        | coordenades                                                         | Protecció                                  | Commons (més fotos)            | Dades a WD                    |
| ------ | ---------------------------------- | -------------------------------------------------------------------------------------------- | --------------------------------------------- | ------------------------------ | ------------------------------------------------------------------- | ------------------------------------------ | ------------------------------ | ----------------------------- |
|        | Cabirotera                         | Josa i Tuixén                                                                                | vèrtex geodèsic                               | Alt: 1.2m                      | 42° 16′ 53″ N, 1° 40′ 13″ E / 42.281474°N,1.670415°E 2603.82 msnm   |                                            |                                | Modifica les dades a Wikidata |
|        | Cerneres                           | Josa de Cadí                                                                                 | antic assentament                             | Estat: enderrocat o destruït   | 42° 15′ 40″ N, 1° 39′ 45″ E / 42.261139°N,1.662472°E 1550 msnm      |                                            | Cerneres                       | Modifica les dades a Wikidata |
|        | Farga de Tuixent                   | Josa i Tuixén                                                                                | edifici                                       | Estil: arquitectura popular    | 42° 14′ 00″ N, 1° 32′ 53″ E / 42.233395°N,1.548119°E                | bé integrant del patrimoni cultural català |                                | Modifica les dades a Wikidata |
|        | Granja del Cinca                   | Josa i Tuixén                                                                                | granja                                        |                                | 42° 13′ 30″ N, 1° 34′ 22″ E / 42.2248989982213°N,1.57275640000778°E |                                            |                                | Modifica les dades a Wikidata |
|        | Serres d'Odèn-Port del Comte       | Fígols i Alinyà la Vansa i Fórnols Odèn Josa i Tuixén Guixers                                | àrea protegida Pla d'Espais d'Interès Natural | 1992 Superfície: 10986.27703ha | 42° 10′ 44″ N, 1° 28′ 04″ E / 42.178755°N,1.46784°E                 |                                            | Serres d'Odèn - Port del Comte | Modifica les dades a Wikidata |
|        | Tuixent - la Vansa                 | Josa i Tuixén la Vansa i Fórnols                                                             | estació d'esquí                               |                                | 42° 12′ 52″ N, 1° 31′ 39″ E / 42.214323°N,1.527607°E 1830 2150 msnm |                                            |                                | Modifica les dades a Wikidata |
|        | Tuixén                             | Josa i Tuixén                                                                                | monument                                      |                                |                                                                     | bé d'interès cultural                      |                                | Modifica les dades a Wikidata |
|        | casa consistorial de Josa i Tuixén | Josa i Tuixén                                                                                | casa consistorial                             |                                | 42° 13′ 52″ N, 1° 33′ 59″ E / 42.2312307°N,1.5664521°E              |                                            |                                | Modifica les dades a Wikidata |
|        | les Graelleres                     | Josa i Tuixén                                                                                | cova                                          |                                | 42° 16′ 46″ N, 1° 36′ 10″ E / 42.2794845617485°N,1.60275349422261°E |                                            |                                | Modifica les dades a Wikidata |
|        | serra del Cadí                     | Cava Josa i Tuixén Saldes Gisclareny Montellà i Martinet Alàs i Cerc la Vansa i Fórnols Bagà | serralada àrea protegida                      | Llarg: 22.6km Ample: 8km       | 42° 17′ 08″ N, 1° 38′ 09″ E / 42.285691°N,1.635761°E                |                                            | Serra del Cadí                 | Modifica les dades a Wikidata |